# Nuoto ai XIX Giochi asiatici - Staffetta 4x100 metri stile libero femminile
La gara della staffetta 4x100 metri stile libero femminile di nuoto ai XIX Giochi asiatici si è svolta il 24 settembre 2023, durante i XIX Giochi asiatici, presso l'Hangzhou Olympic Sports Expo Center.

## Podio
| Pos.    | Nazione   | Atleta                                                                          |
| ------- | --------- | ------------------------------------------------------------------------------- |
| Oro     | Cina      | Yang Junxuan Cheng Yujie Wu Qingfeng Zhang Yufei Li Bingjie Yu Yiting Liu Yaxin |
| Argento | Giappone  | Nagisa Ikemoto Chihiro Igarashi Rikako Ikee Rio Shirai                          |
| Bronzo  | Hong Kong | Camille Cheng Siobhán Haughey Tam Hoi Lam Stephanie Au Natalie Kan              |

## Record
Prima della manifestazione il record del mondo (RM), il record asiatico (AS) e il record dei giochi (RC) erano i seguenti.
|  | 3'27"96 | Australia | 23 luglio 2023 Fukuoka  |
|  | 3'32"40 | Cina      | 23 luglio 2023 Fukuoka  |
|  | 3'36"88 | Giappone  | 19 agosto 2018 Giacarta |

Durante la competizione è stato migliorato il seguente record:
|  | 3'33"96 | Cina |

## Programma
| Data              | Ora (UTC+8) | Turno    |
| ----------------- | ----------- | -------- |
| 24 settembre 2024 | 11:36       | Batterie |
| 24 settembre 2024 | 21:11       | Finale   |

## Risultati

### Batterie
| Pos. | Batteria | Corsia | Nazione    | Atleta | Tempo   | Note |
| ---- | -------- | ------ | ---------- | --- | ------- | ---- |
| 1    | 2        | 4      | Cina       | Li Bingjie (54"32) Yu Yiting (54"41) Wu Qingfeng (54"29) Liu Yaxin (54"51)                                      | 3'37"53 | Q    |
| 2    | 1        | 5      | Giappone   | Nagisa Ikemoto (54"40) Rikako Ikee (55"64) Rio Shirai (55"44) Chihiro Igarashi (55"41)                          | 3'40"89 | Q    |
| 3    | 2        | 5      | Singapore  | Quah Ting Wen (56"82) Amanda Lim (56"24) Marina Chan (56"71) Christie Chue (57"10)                              | 3'46"87 | Q    |
| 4    | 1        | 4      | Hong Kong  | Natalie Kan (57"38) Tam Hoi Lam (58"75) Camille Cheng (56"00) Stephanie Au (55"86)                              | 3'47"99 | Q    |
| 5    | 2        | 3      | Filippine  | Jasmine Alkhaldi (57"60) Xiandi Chua (56"72) Teia Salvino (56"37) Chloe Isleta (57"37)                          | 3'48"06 | Q    |
| 6    | 2        | 6      | India      | Dhinidhi Desinghu (58"15) Maana Patel (57"71) Janvhi Choudhary (59"60) Shivangi Sarma (58"34)                   | 3'53"80 | Q    |
| 7    | 1        | 3      | Thailandia | Napatsawan Jaritkla (58"47) Mia Millar (58"39) Pannita Chawanuchit (58"27) Kornkarnjana Sapianchai (59"24)      | 3'54"37 | Q    |
| 8    | 1        | 6      | Macao      | Chen Pui Lam (1'00"20) Kuok Hei Cheng (1'01"85) Cheang Weng Chi (1'01"59) Cheang Weng Lam (1'01"98)             | 4'05"62 | Q    |
| 9    | 2        | 2      | Mongolia   | Batbayaryn Enkhkhüslen (56"55) Maral Batnasan (1'01"58) Nomuunaa Ganbaatar (1'03"78) Anungoo Temuujin (1'04"09) | 4'06"00 |      |
| 10   | 1        | 2      | Maldive    | Meral Ayn Latheef (1'09"61) Een Abbas Shareef (1'18"03) Hanan Hussain Haleem (1'10"21) Hamna Ahmed (1'10"62)    | 4'48"47 |      |

### Finale
| Pos. | Corsia | Nazione    | Atleta | Tempo   | Note |
| ---- | ------ | ---------- | --- | ------- | ---- |
|      | 4      | Cina       | Yang Junxuan (53"86) Cheng Yujie (53"07) Wu Qingfeng (53"84) Zhang Yufei (53"19)                                      | 3'33"96 |      |
|      | 5      | Giappone   | Nagisa Ikemoto (54"59) Chihiro Igarashi (54"93) Rikako Ikee (54"66) Rio Shirai (54"30)                                | 3'38"48 |      |
|      | 6      | Hong Kong  | Camille Cheng (56"11) Siobhán Haughey (51"92) Tam Hoi Lam (55"66) Stephanie Au (55"41)                                | 3'39"10 |      |
| 4    | 3      | Singapore  | Quah Ting Wen (55"61) Quah Jing Wen (56"61) Marina Chan (56"42) Amanda Lim (55"52)                                    | 3'44"16 |      |
| 5    | 2      | Filippine  | Kayla Sanchez (54"71) Xiandi Chua (56"37) Teia Salvino (56"38) Jasmine Alkhaldi (56"85)                               | 3'44"31 |      |
| 6    | 1      | Thailandia | Kamonchanok Kwanmuang (57"62) Pannita Chawanuchit (58"66) Napatsawan Jaritkla (58"35) Kornkarnjana Sapianchai (58"24) | 3'52"87 |      |
| 7    | 7      | India      | Dhinidhi Desinghu (58"27) Maana Patel (57"84) Janvhi Choudhary (59"85) Shivangi Sarma (58"70)                         | 3'54"66 |      |
| 8    | 8      | Macao      | Chen Pui Lam (58"92) Kuok Hei Cheng (59"97) Cheang Weng Lam (1'01"70) Cheang Weng Chi (1'01"10)                       | 4'01"69 |      |